# Greater Accra
Větší Akra je jeden z ghanských administrativních regionů. Hlavním městem tohoto regionu je Akra.
Větší Akra má rozlohu 3 245 km² a zaujímá tak 1,4 % rozlohy země. Počet obyvatel je 2 905 726 (z roku 2000, dle těchto údajů zde žije 15,4 % ghanské populace).

## Rozdělení nadistrikty

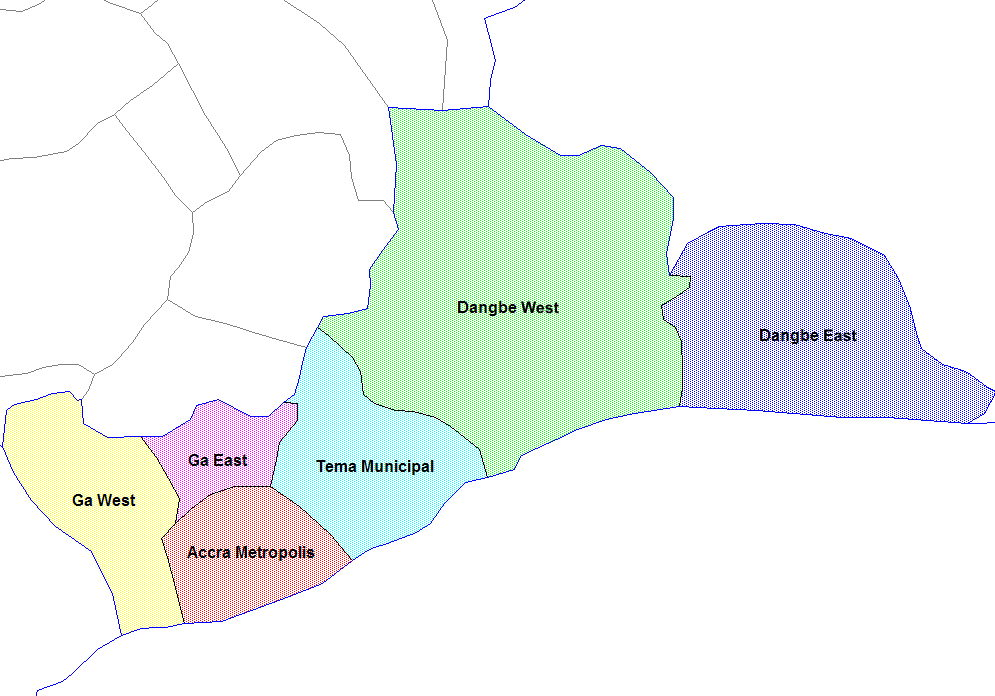
Distrikty Větší Akry

Region Větší Akra je rozdělen dále do šesti distriktů:
| Název distriktu           | Předseda distriktní správy |
| ------------------------- | -------------------------- |
| Accra Metropolis District | Stanley N. A. Blankson     |
| Dangme East District      | Archibald R. K. Caesar     |
| Dangme West District      | Michael T. A.-Nortey       |
| Ga East District          | Kofi Allotey               |
| Ga West District          | Eric B. Quartey-Papafio    |
| Tema Municipal District   | David Annang               |

V čele distriktů stojí předsedové distriktních správ, reprezentující centrální vládu.

## Etnické složení
Hlavními etnickými skupinami obývající tuto oblast jsou:
| Etnikum | Množství |
| ------- | -------- |
| Akanové | 39,8 %   |
| Ewové   | 29,7 %   |
| Ewové   | 18,0 %   |

V regionu je na 83 % obyvatel katolické víry, 10,2 % obyvatel muslimské víry a 1,4 % obyvatel tradičního náboženství. 50 % obyvatel je starších 15 let, 9,6 % obyvatel jsou ženatí či vdaní.
Místní parlament Větší Accry má 27 členů. Turistickými lákadly této části Ghany jsou:
- Konferenční centrum
- DU BOIS MEMORIAL CENTRE
- Trh Makola
- Nkrumahovo mauzoleum
- Nejvyšší soud

Festivaly:
Etnická skupina GA-Dangmů koná tři hlavní festivaly:
1. Asafotufiam - oblast města Ada
2. Ngmayem - oblast města Shai Osudoku
3. Homowo - oblast Gasu

Festivaly se připravují při příležitosti hromadného shromáždění GA-Dangmů ze všech částí regionu Větší Accry.
Jako většina západoafrických zemí řeší i Větší Accra a spolu s ní i celá Ghana problém nezaměstnanosti. Nejmenší nezaměstnanost v regionu Větší Accra je v Dangme East District (7 %) a největší v Tema Municipal District(16%). Větší podíl v nezaměstnanosti zaujímají ženy oproti mužům, a to zejména díky nízké úrovni vzdělání. Velkým problémem je také otázka bydlení. Přes 42% lidí musí společně obývat jednu místnost. Stává se tak, že celá rodina je nucena vařit, spát a vykonávat sociální potřeby v jedné místnosti namačkáni na sebe v jedné místnosti. 29,5 % lidí obývá dvě místnosti a 28,3 % obývají tři a více pokojů. Velkým problémem je také dětská práce, mnohdy vykonávaná v otrockých podmínkách.
Hlavními řekami v regionu jsou Volta a Densu. Pobřeží větší Accry zaujímá území o délce 225 km rozpínající se od Kokrobite na západě, po Ada na východě.